# Otacílio Costa
Otacílio Costa est une ville brésilienne de l'intérieur de l'État de Santa Catarina.

## Généralités
L'industrie du bois et la production de cellulose sont les principales activités économiques de la ville. Elle se situe dans les hauts-plateaux, à 315 km de la capitale de Santa Catarina, Florianópolis.

## Géographie
Otacílio Costa se situe à une latitude de 27° 28' 58" sud et à une longitude de 50° 07' 19" ouest, à une altitude de 884 mètres.
Sa population était de 16 348 habitants au recensement de 2010. La municipalité s'étend sur 847 km2.
Elle fait partie de la microrégion de Campos de Lages, dans la mésoregion Serrana de Santa Catarina.

## Histoire
La localité d'Otacílio Costa tire son origine de la ville de Lages. Son premier nom fut Casa Branca (« Maison Blanche » en français) à cause d'une des premières constructions qui y fut édifiée. Elle s'appela ensuite, Encruzilhada, nom donné par les tropeiros qui y érigèrent un relais de voyage.
Avec l'arrivée de fermiers qui mirent en culture de grandes étendues de terres, la région évolua rapidement. À l'époque, la plupart des terres appartenaient à Otacílio Vieira da Costa, homme politique, qui possédait en plus des qualités d'écrivain et de journaliste. Il collabora pendant plus de 50 ans avec les journaux locaux et fut également élu député de l'État de Santa Catarina.
En 1958, le district d'Otacílio Costa est créé, rattaché à Lages, avant que la localité ne devienne une municipalité en 1982.

## Villes voisines
Otacílio Costa est voisine des municipalités (municípios) suivantes :
- Agrolândia
- Petrolândia
- Bom Retiro
- Bocaina do Sul
- Lages
- Palmeira
- Ponte Alta
- Pouso Redondo
- Braço do Trombudo